# SMS Königsberg (1905)
O SMS Königsberg foi um cruzador rápido operado pela Marinha Imperial Alemã e a primeira embarcação da Classe Königsberg, seguido pelo SMS Nürnberg, SMS Stuttgart e SMS Stettin. Sua construção começou em janeiro de 1905 no Estaleiro Imperial de Kiel e foi lançado ao mar em dezembro do mesmo ano, sendo comissionado na frota alemã em abril de 1907. Era armado com uma bateria principal composta por dez canhões de 105 milímetros em montagens únicas, tinha um deslocamento carregado de quase quatro mil toneladas e alcançava uma velocidade máxima de 23 nós.
O Königsberg serviu com as forças da Frota de Alto-Mar ao entrar em serviço, mas também frequentemente escoltou o iate imperial SMY Hohenzollern. Foi enviado em abril de 1914 para atuar na África Oriental Alemã, onde estava quando a Primeira Guerra Mundial começou em agosto. Ele inicialmente tentou atacar navios mercantes britânicos e franceses na região, mas conseguiu afundar apenas um, com a escassez de combustível prejudicando sua capacidade de atuação. Em setembro realizou um ataque surpresa contra Zanzibar e afundou o cruzador protegido britânico HMS Pegasus.
O navio recuou para o rio Rufiji a fim de consertar seus motores, mas foi localizado e bloqueado por navios britânicos antes que isso pudesse ser feito. Os britânicos lançaram várias tentativas de afundar Königsberg na consequente Batalha do Delta do Rufiji, por fim  enviando dois monitores para destruí-lo. Estes conseguiram danifica-lo seriamente em 11 de julho de 1915, forçando sua tripulação a afundá-lo deliberadamente. Os tripulantes sobreviventes recuperaram os canhões e se juntaram à Campanha da África Oriental. Os destroços foram parcialmente desmontados entre 1963 e 1965.

## Características

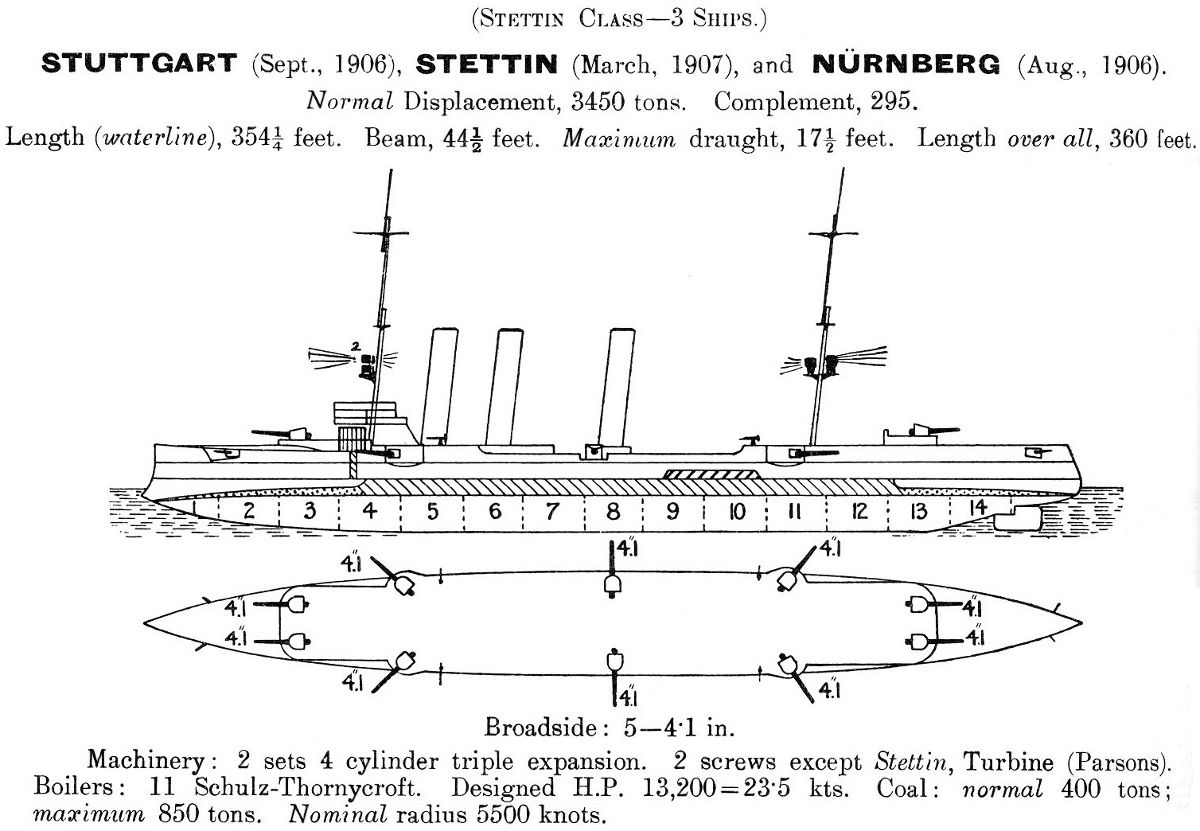
Desenho da Classe Königsberg

A Classe Königsberg foi projetada para servir tanto como batedores da frota em águas domésticas quanto no império colonial alemão. Isto foi o resultado de restrições orçamentárias que impediram a construção cruzadores especializados para cada função. O projeto era baseado na predecessora Classe Bremen. Os quatro membros da classe originalmente seriam idênticos, mas a equipe de projeto incorporou lições aprendidas com a Guerra Russo-Japonesa depois da construção do primeiro navio já ter começado. Estas incluíram rearranjos internos e o aumento do comprimento do casco.
O Königsberg tinha 115,3 metros de comprimento de fora a fora, uma boca de 13,3 metros e um calado de 5,29 metros à vante. Seu deslocamento normal era de 3 390 toneladas, enquanto o deslocamento carregado chegava 3 814 toneladas. Seu sistema de propulsão consistia em onze caldeiras de tubos d'água que alimentavam dois motores de tripla expansão com três cilindros, cada um girando uma hélice. Este sistema tinha uma potência indicada de 13,2 mil cavalos-vapor (9 710 quilowatts) para uma velocidade máxima de 23 nós (43 quilômetros por hora). O carregamento normal de carvão era de quatrocentas toneladas, com a autonomia sendo de 5 750 milhas náuticas (10 650 quilômetros) a uma velocidade de doze nós (22 quilômetros por hora). Sua tripulação era formada por catorze oficiais e 308 marinheiros.
O armamento principal consistia em dez canhões calibre 40 de 105 milímetros instalados em montagens pedestais únicas, duas lado a lado na castelo de proa, três em cada lateral e outras duas lado a lado na popa. Também era armado com oito canhões calibre 55 de 52 milímetros e dois tubos de torpedo submersos de 450 milímetros, um em cada lateral. O navio era protegido por um convés blindado curvado que tinha oitenta milímetros de espessura à meia-nau, tendo laterais inclinadas para baixo de 45 milímetros para dar uma proteção extra contra disparos inimigos. Os canhões principais tinham escudos de cinquenta milímetros, já a torre de comando tinha laterais de cem milímetros.

## Carreira

### Início de serviço

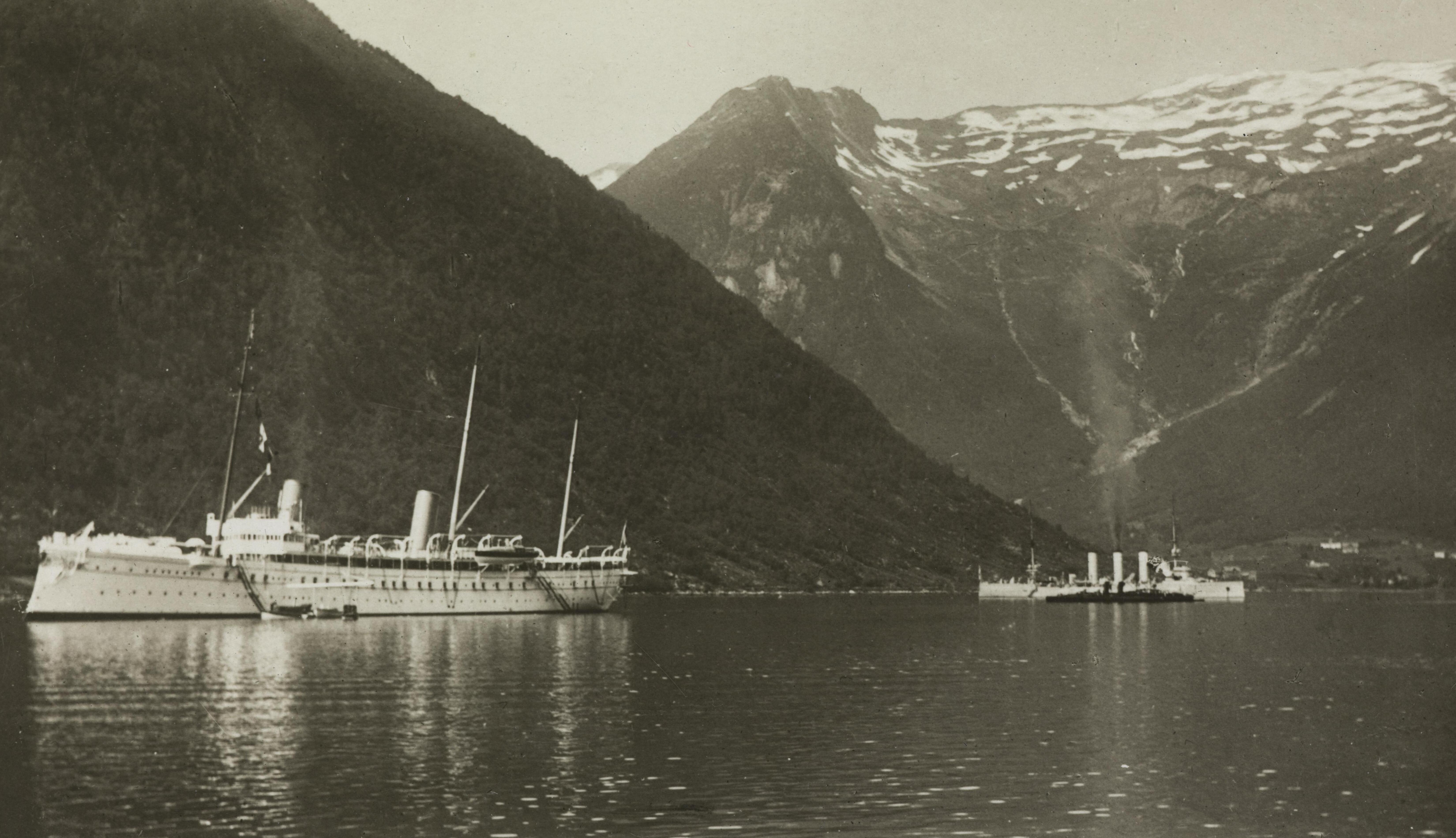
O Hohenzollern e o Königsberg na Noruega em julho de 1907

O Königsberg foi encomendado sob o nome provisório de Ersatz Meteor e seu batimento de quilha ocorreu em 12 de janeiro de 1905 no Estaleiro Imperial de Kiel. Foi lançado ao mar em 12 de dezembro do mesmo ano, quando foi batizado pelo Siegfried Körte, o burgomestre de Königsberg. Foi comissionado na Frota de Alto-Mar para testes marítimos em 6 de abril de 1907. Os testes foram interrompidos em junho quando foi encarregado de escoltar o imperador Guilherme II a bordo de seu iate SMY Hohenzollern durante três regatas, incluindo a Semana de Kiel. Os dois então viajaram pelo Mar do Norte, parando em Nordkapp na Noruega entre 3 e 6 de agosto, onde Guilherme se encontrou com o imperador Nicolau II da Rússia. O Königsberg em seguida voltou para a Alemanha e retomou seus testes marítimos, que duraram de 9 de agosto a 9 de setembro. Visitou sua cidade homônima de 21 a 23 de setembro e em 5 de novembro foi designado para as forças de reconhecimento da frota para substituir o cruzador rápido SMS Medusa. Na mesma época escoltou novamente o Hohenzollern, desta vez em uma viagem ao Reino Unido na companhia do cruzador blindado SMS Scharnhorst e do barco de despachos SMS Sleipner. Os navios pararam em Portsmouth, onde foram visitados pela rainha Guilhermina dos Países Baixos.
O cruzador foi encarregado em 17 de dezembro de fazer outra viagem internacional, nesta ocasião escoltando o almirante príncipe Henrique da Prússia, irmão do imperador, e uma delegação de oficiais navais para Malmö, na Suécia, a fim de se encontrarem com o rei Óscar II. A visita durou até o dia 20. O Königsberg passou 1908 realizando a rotina normal de treinamentos individuais e em esquadra comum dos tempos de paz sem incidentes. O ano terminou com um grande cruzeiro de treinamento, primeiro no Mar Báltico e Mar do Norte e depois no Oceano Atlântico que terminou no início de dezembro. O navio foi para uma doca seca na virada do ano para passar por sua manutenção periódica, voltando ao serviço no início de fevereiro de 1909. Os dois anos seguintes seguiram as mesmas rotinas de treinamento, interrompida apenas por uma colisão com o cruzador rápido SMS Dresden em 16 de fevereiro de 1910 na Baía de Kiel e depois no mesmo ano por duas viagens escoltando Guilherme, a primeira para a Heligolândia de 9 a 13 de março e a segunda para o Reino Unido de 8 a 27 de maio. A colisão com o Dresden causou danos significativos aos dois navios, mas nenhum tripulante se feriu. Ambos passaram por reparos em Kiel. O Königsberg também venceu o Prêmio de Tiro do Imperador por excelência em artilharia dentre as forças de reconhecimento durante esse período.
O Königsberg fez um cruzeiro pelo Mar Mediterrâneo de 8 de março a 22 de maio de 1911 acompanhando o imperador a bordo do Hohenzollern. O cruzador foi substituído em 10 de junho nas forças de reconhecimento pelo novo cruzador rápido SMS Kolberg, com o Königsberg sendo transferido para Danzig, onde foi descomissionado em 14 de junho para passar por uma modernização. Foi recomissionado em 22 de janeiro de 1913 e substituiu o cruzador rápido SMS Mainz, que também estava programado para receber uma modernização. Durante este período serviu na esquadra de treinamento de 1º a 18 de abril. Foi descomissionado de novo em 19 de junho, mas no início do ano seguinte o alto comando decidiu enviar a embarcação para a África Oriental Alemã a fim de substituir o cruzador desprotegido SMS Geier como navio de guarda.

### África

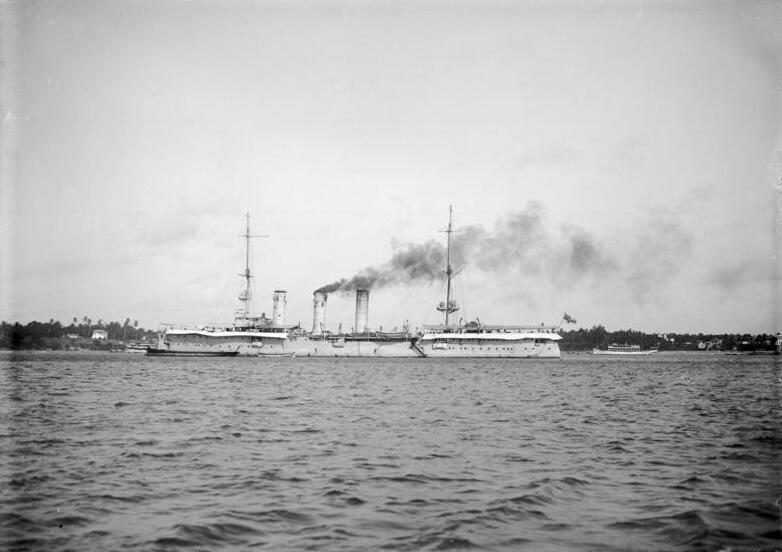
O Königsberg em Bagamoyo

O capitão de fragata Max Looff assumiu o comando do cruzador em 1º de abril de 1914. O Königsberg deixou Kiel em 25 de abril, parou em Wilhelmshaven por três dias e então partiu para a África Oriental Alemã. Navegou para o Mediterrâneo e parou na Espanha e Itália, em seguida atravessando o Canal de Suez. Parou brevemente em Adem e então chegou em 5 de junho em Dar es Salaam, a capitão da África Oriental Alemã. Dois dias depois a Força de Proteção celebrou seu aniversário de 25 anos na colônia, com o vice-comandante da força presenteando a Looff uma miniatura do cruzador desprotegido SMS Schwalbe, que tinha sido o navio de serviço mais longo na unidade. O Königsberg inspecionou o porto de Bagamoyo algum tempo depois. Os súditos coloniais africanos consideravam o navio bem impressionante, especialmente suas três chaminés, que eles presumiam que significava um navio de guerra mais poderoso do que um com duas. O Königsberg ganhou o apelido de "manowari na bomba tatu", ou "homem de guerra com três cachimbos".
As tensões na Europa aumentaram dramaticamente depois do assassinato do arquiduque Francisco Fernando da Áustria em 28 de junho. Looff decidiu abandonar os treinamentos normais e voltou para Dar es Salaam em 24 de julho a fim de reabastecer. Ele foi informado pelo Estado-Maior do Almirantado três dias depois que a situação política na Europa estava piorando. Ao mesmo tempo, a Esquadra do Canal britânica, composta pelos cruzadores protegidos HMS Astraea, HMS Hyacinth e HMS Pegasus, chegou com a intenção de prender o Königsberg em Dar es Salaam. Looff preparou seu navio e partiu na tarde de 31 de julho, com os três cruzadores britânicos mais lentos o seguindo. Os britânicos perderam contato no dia seguinte por causa da velocidade superior da embarcação alemã e devido a uma rajada de chuva. O Königsberg ficou navegando próximo de Adem até 5 de agosto, quando recebeu as notícias de que a Primeira Guerra Mundial tinha começado.

### Primeira Guerra Mundial

#### Primeiras ações
O Königsberg recebeu ordens de atacar o comércio britânico próximo da entrada do Mar Vermelho, mas a escassez de carvão atrapalhou esses esforços. Os britânicos impediram que o carvoeiro alemão Koenig deixasse Dar es Salaam e compraram todo o carvão na África Oriental Portuguesa. Looff entrou em contato com o navio mercante alemão SS Zieten para avisá-lo sobre evitar o Canal de Suez, onde seria confiscado. O Königsberg perseguiu o cargueiro alemão SS Goldenfels, cujos oficiais tinham confundido o navio com uma embarcação britânica. O cruzador precisou disparar tiros de aviso por cima da proa do cargueiro para que ele parecesse e assim fosse informado sobre a guerra.
O Königsberg encontrou um navio britânico perto do litoral de Omã em 6 de agosto, o SS City of Winchester. Uma tripulação alemã assumiu seu controle e o levou junto, com as duas embarcações encontrando o Zieten quatro dias depois nas Ilhas de Curia Muria, onde o carvão do City of Winchester foi transferido para o Königsberg. O cargueiro em seguida foi afundado. Os tripulantes britânicos foram levados para o Zieten, que partiu no dia seguinte e parou na África Oriental Portuguesa. Enquanto isso, o Somali tinha deixado Dar es Salaam na noite de 3 para 4 de agosto com 1,2 mil toneladas de carvão para reabastecer o cruzador, com os dois se encontrando dez dias depois. Nesta altura o Königsberg estava com apenas catorze toneladas de carvão. O Somali transferiu 850 toneladas, o que permitiu uma varredura de Madagascar. Não foram encontradas embarcações britânicas ou francesas, assim o Königsberg se encontrou novamente com o Somali em 23 de agosto e passou os quatro dias seguintes carregando carvão.
Os britânicos, nesse meio tempo, bombardearam Dar es Salaam e destruíram uma estação de telegrafia sem fio alemã. Os motores do Königsberg nessa época estavam precisando de manutenção, o que por sua vez necessitava de uma área isolada onde os trabalhos poderiam ser feitos. Looff escolheu seguir para o delta do rio Rufiji, que tinha sido recentemente avaliado pelo navio hidrográfico Möwe. O cruzador passou pelo banco de areia na entrada no estuário do Rufiji durante a maré alta de 3 de setembro e lentamente seguiu caminho rio acima. Observadores litorâneos foram colocados na área e linhas de telégrafo estabelecidas a fim de garantir que os alemães não fossem surpreendidos pelos britânicos. O Somali enviou pequenas embarcações a vapor para recarregar o Königsberg e observou o Pegasus patrulhando o litoral durante duas semanas. O comandante do Somali presumiu que o navio britânico provavelmente teria que reabastecer carvão em Zanzibar aos domingos, assim Looff decidiu atacar o Pegasus no porto de surpresa antes de iniciar sua manutenção. Ele considerou tal ação justificável, pois o Reino Unido tinha rejeitado a proposta alemã de manter a África Central neutra.

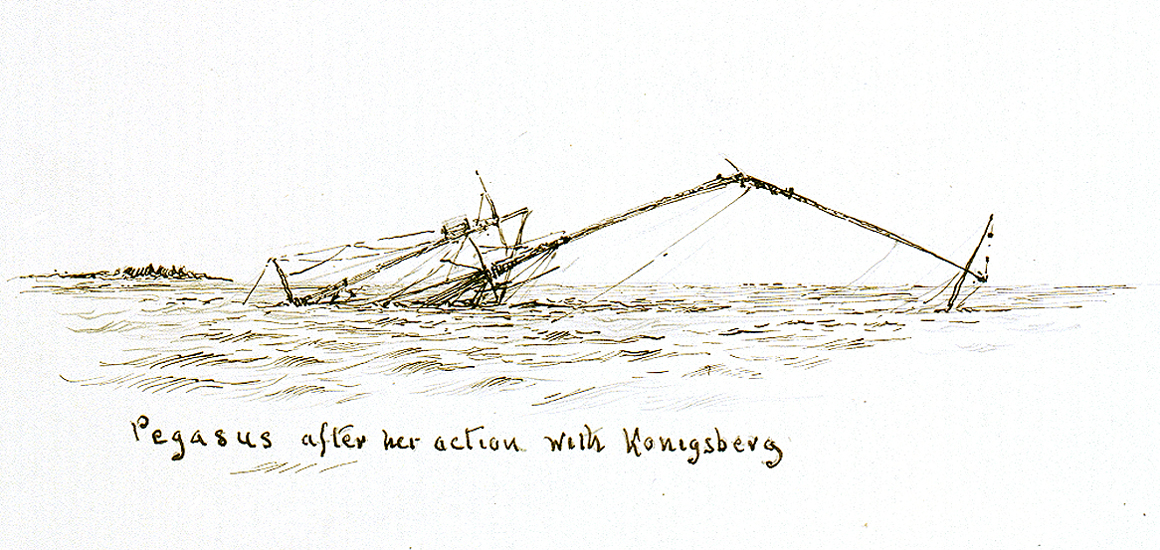
Desenho de W. L. Wyllie dos destroços do Pegasus após a Batalha de Zanzibar

O Königsberg deixou o Rufiji em 19 de setembro e chegou em Zanzibar na manhã seguinte. Abriu fogo às 5h10min a uma distância de aproximadamente sete quilômetros, iniciando a Batalha de Zanzibar. Em 45 minutos, o Pegasus foi incendiado, emborcou para bombordo e afundou. Tripulantes britânicos tinham hasteado uma bandeira branca, mas esta não pode ser vista pelos alemães por conta da fumaça. Houve 38 mortos e 55 feridos no Pegasus, enquanto o Königsberg não sofreu danos ou baixas. O cruzador alemão então bombardeou uma estação de telegrafia sem fio e jogou barris cheios de areia na entrada do porto para simular minas navias. O Königsberg avistou o barco de piquete HMS Helmuth enquanto deixava o porto e o afundou também com três projéteis.
O cruzador retornou para o rio Rufiji para a manutenção dos motores. As peças necessárias precisariam ser transportadas por terra para o estaleiro em Dar es Salaam, onde poderiam ser montadas. O navio atracou no vilarejo de Salale e se camuflou. Soldados e armas de campo foram posicionados para defender as áreas próximas do navio e o estabelecimento de uma rede de vigias costeiros e linhas de telégrafo para avisar sobre embarcações inimigas. Um campo minado improvisado foi colocado no estuário para impedir que os britânicos entrassem no rio.
Os britânicos, preocupados com a ameaça que o Königsberg representava para seus navios transportando tropas oriundas da Índia, reforçaram a flotilha encarregada de caçá-lo, colocando todas as embarcações sob o comando geral do capitão Sidney Robert Drury-Lowe. O naufrágio do Pegasus convenceu os britânicos de que o Königsberg ainda estava na África Oriental Alemã. O cruzador rápido HMS Chatham interceptou o navio alemão Präsident em Lindi no dia 19 de outubro. Uma equipe vasculhou a embarcação e encontrou documentos indicando que tinham abastecido o cruzador com carvão no Rufiji um mês antes. O cruzador rápido HMS Dartmouth localizou o Königsberg e o Somali no dia 30. Os cruzadores rápidos Chatham, Dartmouth e HMS Weymouth bloquearam o Delta do Rufiji para garantir que os alemães não escapassem.

#### Delta do Rufiji

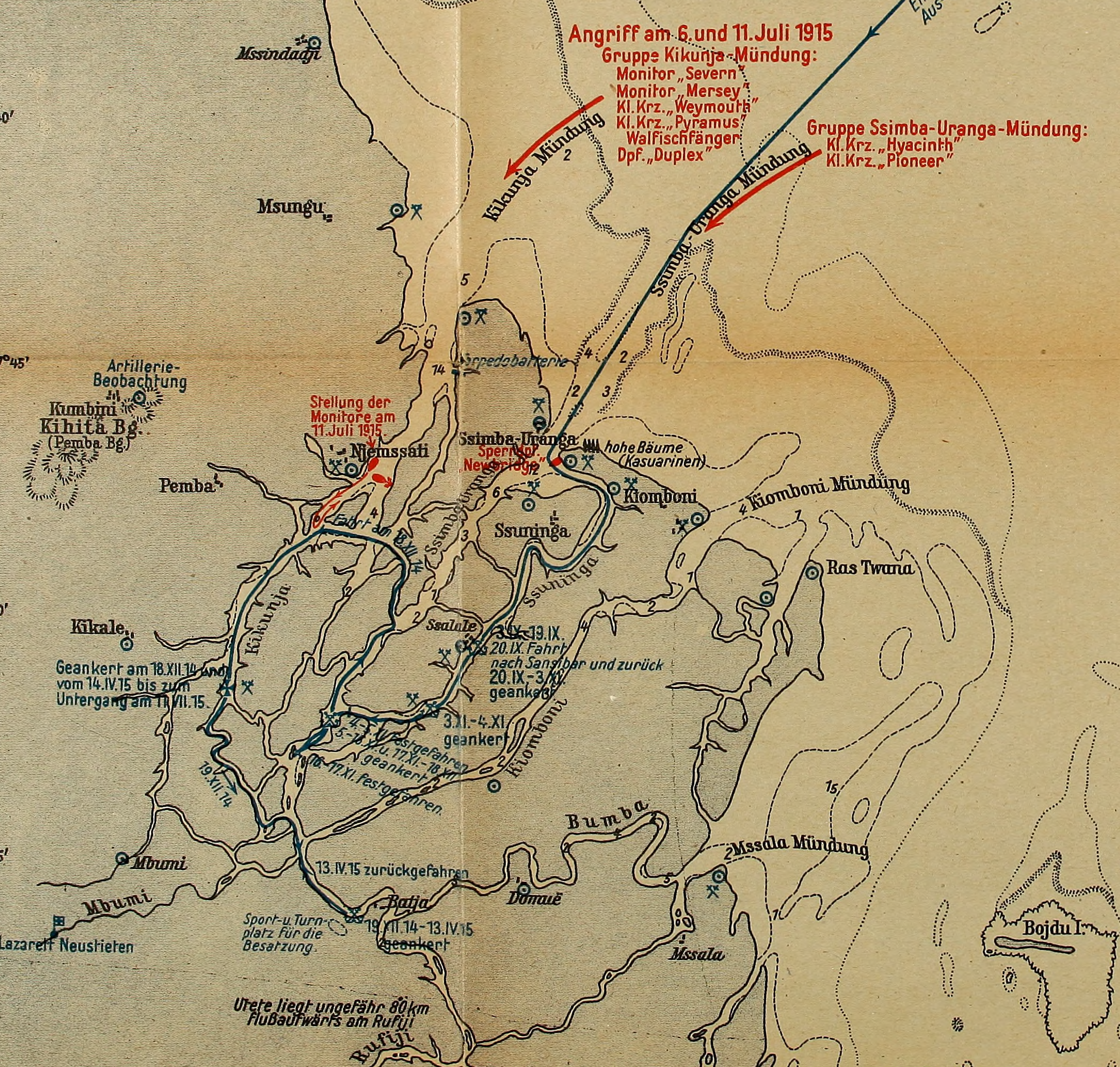
Mapa das movimentações do Königsberg no Delta do Rufiji

Os britânicos começaram em 3 de dezembro um bombardeio que tinha a intenção de destruir ou neutralizar o Königsberg e o Somali. O cruzador estava protegido por um espesso manguezal, o que escondeu o navio e ofereceu certa proteção contra os disparos, especialmente enquanto os britânicos permaneceram fora do rio. O carvoeiro Newbridge foi convertido para ser afundado como um bloqueio no principal canal do delta e assim impedir a saída do Königsberg. Os alemães abriram fogo dos dois lados do rio, mas os britânicos mesmo assim conseguiram afundar o Newbridge em 10 de novembro, porém o cruzador alemão ainda assim podia sair por outros canais. Looff decidiu levar seu navio rio acima para dificultar as tentativas britânicas de destrui-lo. Fazendo isso o cruzador manteria ocupados um número desproporcional de navios britânicos, impedindo-os de serem usados em outros locais. A força foi reforçada por mais cruzadores, incluindo o cruzador protegido HMS Pyramus e o australiano HMAS Pioneer.
O prático civil sul-africano Dennis Cutler foi comissionado nos Fuzileiros Reais e persuadido a disponibilizar seu hidroavião Curtiss particular para uso do Império Britânico. A Marinha Real requisitou o navio de passageiros SS Kinfauns Castle para que servisse de navio auxiliar para o hidroavião. Cutler não tinha uma bússola durante sua primeira tentativa de localizar o Königsberg, assim se perdeu e foi forçado a pousar em uma ilha deserta. No segundo voo localizou o cruzador, com a Marinha Real confirmando as observações em um terceiro. O radiador da aeronave foi danificado neste voo por disparos antiaéreos e só voltaria a voar de novo depois de novas peças serem trazidas de Mombasa. Dois hidroaviões Sopwith do Real Serviço Aeronaval foram trazidos com a intenção de procurar e até mesmo bombardear a embarcação, mas logo pararam de funcionar no clima tropical. Três hidroaviões Short Brothers tiveram um desempenho melhor, mas também foram incapacitados pelo clima.
Os britânicos tentaram usar o antigo couraçado pré-dreadnought HMS Goliath com seus muito mais poderosos canhões de 305 milímetros ainda em novembro, mas esta tentativa fracassou porque as águas rasas impediam que o navio se aproximasse o bastante para entrar no alcance de suas armas. O tenente-coronel Paul von Lettow-Vorbeck pediu em dezembro pelo maior número possível de tripulantes para ajudar na Campanha da África Oriental; um total de 220 homens foram deixados no navio para que ainda pudesse estar em condições de combate. Entretanto, isto não era o suficiente para o cruzador navegar para o mar. O Königsberg subiu ainda mais no rio em 18 de dezembro. Os britânicos usaram dois navios de calado raso no dia 23 para navegarem pelo delta. Eles acertaram o Somali antes do fogo defensivo alemão forçá-los a recuar.

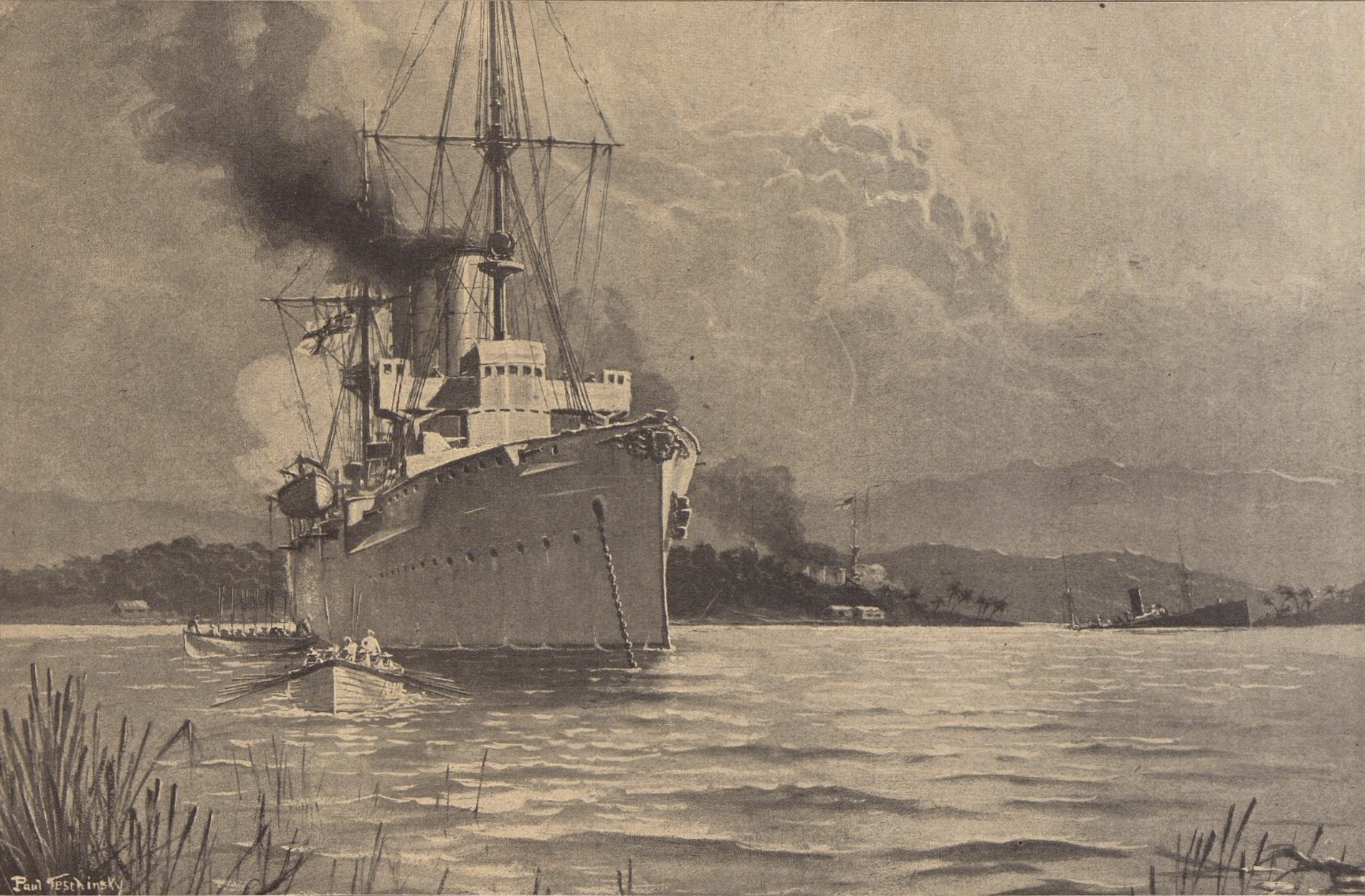
Ilustração de
Paul Teschinsky do Königsberg preso no Delta do Rufiji

Enquanto isso, as condições a bordo do Königsberg estavam deteriorando. Havia escassez de carvão, munição, comida e suprimentos médicos. A tripulação foi assolada pela malária e outras doenças tropicais. Os homens foram isolados de contato com o resto do mundo e sua moral caiu. A situação melhorou ligeiramente com a elaboração de um plano para reabastecer o navio e lhe dar uma chance de voltar para casa. O Rubens, um navio mercante britânico, foi capturado e renomeado Kronborg. Recebeu documentos e uma bandeira dinamarquesas, mais uma tripulação de marinheiros alemães escolhidos por sua fluência em dinamarquês. Foi carregado com carvão, uma arma de campo, munição, armas menores e suprimentos. O Königsberg se preparou para encontrá-lo enquanto aproximava-se da África Oriental Alemã e então tentar fazer uma corrida de volta para a Alemanha. Entretanto, ele ficou preso no rio por dois cruzadores e várias embarcações menores, enquanto o Hyacinth interceptou o Kronborg e o perseguiu até a Baía de Manza. O Kronborg acabou encalhado e incendiado, mas os alemães resgataram boa parte da carga e a usaram na Campanha da África Oriental.
O Almirantado Britânico finalmente concordou em abril de 1915 com um plano originalmente apresentado Drury-Lowe em novembro no ano anterior em que o cruzador alemão seria atacado por monitores de calado raso capazes de navegar pelo Delta do Rufiji. Os dois monitores, o HMS Mersey e o HMS Severn, foram armados com dois canhões de 152 milímetros cada e trazidos do Reino Unido. O Königsberg enquanto isso foi ainda mais rio acima. Os navios britânicos passaram pelo banco de areia exterior em 6 de julho e conseguiram entrar no Rufiji apesar dos disparos alemães nas margens do rio. Eles pararam em um ponto que achavam estar a 9,1 quilômetros do Königsberg, dentro do alcance de seus canhões mas foram do alcance das armas alemãs. Aeronaves foram usadas para observar os disparos. Entretanto, a navegação dos monitores foi ruim e, depois de abrirem fogo, descobriram que estavam ao alcance dos canhões do cruzador. O Mersey foi atingido duas vezes, com um projétil incapacitando sua arma de vante e outro abrindo um buraco abaixo da linha de flutuação. O Königsberg foi atingido quatro vezes, com um projétil também acertando abaixo da linha de flutuação e causando inundações. O navio alemão forçou os britânicos a recuarem depois de três horas de confronto.

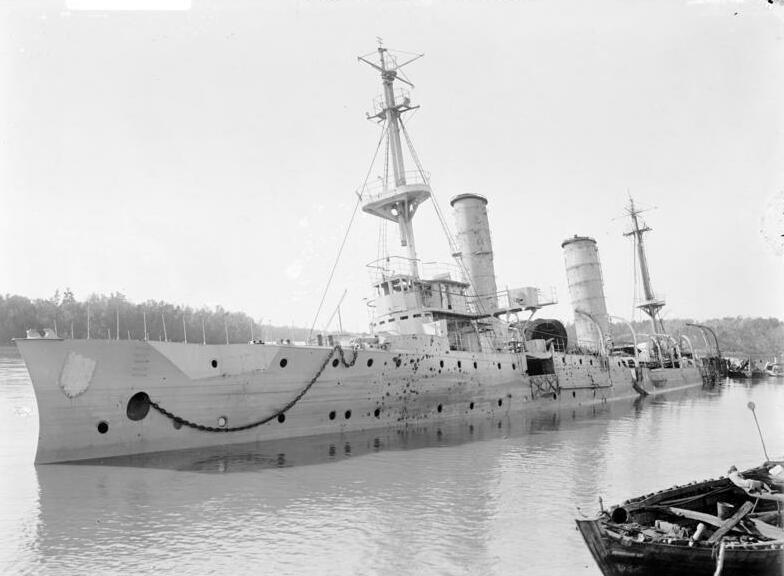
O Königsberg depois de ser deliberadamente afundado

Os monitores repararam seus danos e voltaram no dia 11, realizando um bombardeio de cinco horas de duração. O Königsberg abriu fogo às 12h12min inicialmente com quatro canhões, mas apenas três permaneceram ativos após as 12h42min, dois depois das 12h44min e apenas um após 12h53min. O Mersey e o Severn só abriram fogo às 12h31min, quando já tinham ancorado em suas posições de disparo, acertando o cruzador várias vezes, causando um grande incêndio na popa e infligindo muitas baixas na tripulação. O Königsberg estava com pouca munição às 13h40min e seus artilheiros tinham sofrido várias baixas, assim Looff ordenou que a tripulação abandonasse o navio e que os bloqueios de culatra dos canhões fossem lançados na água para incapacitá-los. Dois torpedos foram detonados na proa para afundá-lo, com o navio adernando ligeiramente para estibordo e afundando até o convés superior com suas bandeiras ainda hasteadas. Dezenove tripulantes foram mortos na batalha e outros 45 feridos, incluindo Looff.
Os tripulantes voltaram mais tarde no mesmo dia para recuperar a bandeira e dar três saudações em homenagem ao imperador. Os canhões e outros equipamentos utilizáveis foram recuperados no dia seguinte. As armas foram convertidas em peças de artilharia e canhões litorâneos, atuando na Campanha da África Oriental terrestre junto com seus tripulantes sob o comando de Lettow-Vorbeck. Todos os dez canhões foram consertados em Dar es Salaam pelos dois meses seguintes; um foi instalado na balsa convertida Götzen na frota do Lago Tanganica. Os marinheiros sobreviventes foram organizados no Destacamento Königsberg que lutou pelos anos seguintes e acabou se rendendo em 26 de novembro de 1917, sendo então internados no Egito. Os homens participaram em 1919, depois do fim da guerra, em um desfile pelo Portão de Brandemburgo em Berlim para celebrar seu serviço com o navio.
John Ingle, o antigo capitão do Pegasus, foi encarregado em 1924 de liberar os destroços do porto de Dar es Salaam, também comprando os direitos de salvamento do Königsberg por duzentas libras. Ele enviou mergulhadores para extrair metais não ferrosos e depois revendeu os direitos. Os trabalhos continuaram na década de 1930, enquanto na década seguinte o casco emborcou. Os trabalhos de desmontagem prosseguiram até pelo menos 1965, mas os destroços ruíram em 1966 e finalmente afundaram no leito do rio. Três de seus canhões de 105 milímetros estão preservados, em Pretória na África do Sul, em Jinja em Uganda e em Mombasa, este último junto com uma arma do Pegasus.